# Texananus monticolus
Texananus monticolus är en insektsart som beskrevs av Delong 1943. Texananus monticolus ingår i släktet Texananus och familjen dvärgstritar. Inga underarter finns listade i Catalogue of Life.